# Псалмовий тон
Псалмовий тон — в католицькому богослужінні — мелодія-модель, за якою розспівується кожен вірш псалма. Формульні мелодії старозавітних і новозавітних біблійних пісень (наприклад, Магніфіката), Плачу Єремії та деяких інших молитов оффіція — ті ж псалмові тони, з дещо ширшим розспівом.
Термін «псалмовий тон» (Tonus psalmorum), поширений в співочих книгах католиків починаючи з XIX ст., з'явився відносно недавно. В оригінальній теорії і практиці (починаючи з XIII ст.) розспів віршів псалмма по мелодійній моделі називався інтонацією (лат. Intonatio, також герундій intonandi). Термін intonatio зобов'язаний назвою типовій початковій мелодійній фразі псалмового розспіву. Наприклад, «Трактат про інтонації [псалмових] тонів» (Tractatus de intonatione tonorum) Якоба Льєзького (або його учня) початку XIV століття розглядає саме таку «інтонацію», тобто спосіб розспіву псалмових віршів за заданою мелодійною моделлю. Тема анонімного трактату (другої половини XV століття) «Мистецтво інтонування за правилами, переданими засновниками музики» (Ars intonandi secundum regulas ab institutoribus musice traditas) подає інструктивний виклад псалмодії по моделі.